# Меттигли, Мак
Мак Фрэнсис Меттингли (англ. Mack Francis Mattingly; род. 7 января 1931 году, Андерсон, Индиана) — американский дипломат и политик-республиканец. С 1981 по 1987 годах представлял штат Джорджия в Сенате США (Меттингли был первым сенатором-республиканцем от Джорджии после Реконструкции).
В начале 50-х годов проходил службу в ВВС США (Hunter Army Airfield в Саванне, штат Джорджия). После службы в армии, изучал маркетинг в Университете Индианы, который окончил в 1957 году со степенью бакалавра наук. Затем работал в течение 20 лет в IBM в Джорджии, позже основал собственную компанию, M's Inc., в Брансуике
В 1966 году Меттингли неудачно пытался стать членом Палаты представителей США. Между 1968-м и 1975-м годом был заместителем председателя Республиканской партии Джорджии, в течение двух лет был её председателем.
После ухода из Сената, Меттингли был назначен в 1987 году президентом Рональдом Рейганом заместителем Генерального секретаря НАТО. Был назначен президентом Джорджем Бушем-старшим послом США на Сейшельских островах в 1992 году, оставался на этом посту до 1993 года. В 2000 году потерпел поражение от Зелла Миллера на выборах в Сенат.
Маттингли был впервые женат с 1957 по 1997 год (до смерти жены). У них две дочери. В 1998 году Маттингли женился второй раз.

## Ссылка
- Biography at the Biographical Directory of the United States Congress  (англ.)